# Marije Cornelissen
Pour les articles homonymes, voir Cornelissen.
Marije Cornelissen est une ancienne députée européenne néerlandaise née le 9 mars 1974 à Leeuwarderadeel. Elle a été élue pour la première fois lors des élections européennes de 2009.
Elle est membre de la Gauche verte, parti dont elle a été membre du conseil national de 2001 à 2005.
Membre du parlement européen depuis 2009, elle siège au sein du groupe des Verts/Alliance libre européenne, dont elle est vice-présidente. Au cours de l'actuelle législature, elle est membre de la commission des droits de la femme et de l'égalité des genres, de la commission de l'emploi et des affaires sociales, de la délégation à la commission parlementaire mixte UE-Croatie et de la délégation pour les relations avec l'Albanie, la Bosnie-Herzégovine, la Serbie, le Monténégro et le Kosovo.